# La última bruja de Trasmoz
La última bruja de Trasmoz es una novela del escritor español César Fernández García. Se trata de una novela fantástica de terror, cuya primera edición fue publicada en noviembre de 2009 por la editorial La Galera. Obtuvo el Premio La Galera Jóvenes Lectores 2009, cuyo jurado estuvo formado por 221 lectores de toda España.
La novela gira en torno a la obsesión que sufrió Gustavo Adolfo Bécquer por la última bruja de Trasmoz y que, dos siglos después, hereda un descendiente suyo.

## Argumento
La acción comienza en el invierno de 1870. El escritor romántico Gustavo Adolfo Bécquer ha abandonado temporalmente su trabajo en el periódico El Entreacto para recluirse en el Monasterio de Veruela. Su mujer Casta le había echado en cara que volviera a las andadas, como cuando dejó la redacción del periódico El Contemporáneo para alquilar una celda de dicho monasterio. En esta ocasión, el escritor pretende retomar una leyenda de la comarca del Moncayo que últimamente le tiene obsesionado. Tanto que padece frecuentes pesadillas. Se trata de la última de las famosas e históricas brujas de Trasmoz, la jovencísima Gorgona. En sus sueños se le aparece con una calavera de cristal, del tamaño de un puño, pendiendo de una cadena negra que utilizaba como colgante. A esta dinastía de brujas ya había dedicado tres de las nueve narraciones que componían su obra Cartas desde mi celda.
Durante uno de sus paseos por el bosque cercano al monasterio, Bécquer siente que es perseguido. Huye. Al salir del bosque, se encuentra con una aldea abandonada. Su esperanza de encontrar ayuda se desvanece. Su perseguidor cada vez está más cerca. Bécquer se esconde en el camposanto, ya que la verja estaba abierta. En un charco encuentra una calavera de cristal. La misma que aparecía en sus pesadillas y que había pintado el hermano pintor de Gustavo Adolfo Bécquer: Valeriano Domínguez Bécquer.
La calavera se enciende en sus manos.
Ante los ojos del escritor surge un torbellino alucinatorio, de tal forma que asiste a un desfile onírico de seres desconocidos. Entre ellos está un joven, del que deduce que será un descendiente suyo. La alucinación desaparece cuando la adolescente Gorgona le quita de las manos la calavera. Bécquer logra escapar, pero un frío interior lo acompañó ya durante los pocos días que le restaron de vida. El frío, de raíces más hondas que un constipado, lo acompañó hasta que el 22 de diciembre de aquel 1870 murió en la cama. Su íntimo amigo Ramón Rodríguez Correa dejó escrito que Gustavo Adolfo Bécquer, unos segundos antes de expirar en la cama, pronunció unas enigmáticas palabras:
– Todo mortal.
La necesidad de escribir sobre la última bruja de Trasmoz será heredada, en el siglo XXI, por un descendiente de Bécquer. El joven se llama Emilio. Al igual que su genial ascendiente, abandona su trabajo y se marcha a un monasterio de la comarca del Moncayo. Sin embargo, su estancia no será unas vacaciones donde pueda escribir con tranquilidad. Desde su llegada asistirá a sucesos extraños. Y tampoco estará solo. Una joven llamada Beatriz le acompañará en su intento por acercarse al mundo de la última bruja de Trasmoz y a la calavera que portaba. Supondrá un viaje de conocimiento de lo que entrañaba Gorgona, una inmersión en el mundo interior de los personajes y un descubrimiento de lo que cada día esconde de mortal e inmortal.

## Características literarias
La última bruja de Trasmoz está escrita en tercera persona y de forma lineal, es decir, la trama sucede de forma cronológica ordenada, aunque ocasionalmente el narrador retrocede (flashback) en los pensamientos de los personajes para mostrar algún punto importante de su vida pasada.
La narración combina momentos de acción frenética con fragmentos líricos, numerosos diálogos, descripciones y reflexiones argumentativas en torno al proceso de escritura, la inmortalidad y el significado de la literatura. Los diálogos son más naturales y directos. Sólo el narrador se permite utilizar un lenguaje más culto y cargado de referencias literarias.
Otros rasgos de La última bruja de Trasmoz son: 
- Presencia de lo onírico y su significado premonitorio o explicativo de la realidad dentro de la narración.[10] El autor está convencido de que "todos somos hijos de un sueño lleno de sentido" y que la ficción ha de intentar encontrarle ese sentido.[11]

- Estilo indirecto libre. Se utiliza a lo largo de la narración para recoger los pensamientos de Emilio, envolviéndolos en la narración, sin que aparezcan con el correspondiente guion y sin que dependan de verbos de decir (como “pensó”, “se dijo”, “decidió”...)

- Metaficción. Emilio ha ido a escribir al monasterio una novela. Terminará escribiendo la que el lector lee, aunque para eso Emilio deberá imaginarse el primer capítulo donde las acciones, pensamientos y sueños corresponden a Gustavo Adolfo Bécquer.

## Universo interno
El corpus temático y estilístico del Romanticismo literario configura el universo interno de esta novela. Se podría definir, por tanto, como un rescate en el siglo XXI de los motivos y recursos que podríamos detectar en Gustavo Adolfo Bécquer y sus compañeros de generación.
Entre ellos:
- Atracción por lo nocturno y misterioso. La comarca del Moncayo es un lugar donde existen ruinas, bosques, cementerios. Allí puede surgir lo sobrenatural, lo que escapa a cualquier lógica, como visiones de ultratumba, lo diabólico y brujeril...
- Fuga del mundo que los rodea. Tanto Gustavo Adolfo Bécquer como su descendiente Emilio abandonan sus trabajos. Rechazan la sociedad en la que les ha tocado vivir y buscan evadirse de sus circunstancias.
- El amor pasional, con entregas súbitas, totales, y rápidos abandonos. La exaltación y el hastío. Emilio deja la relación con la becaria Marta porque no le proporciona esa tormenta interna que él busca. A cambio, Beatriz le colma porque es todo misterio, toda pasión.
- Se inspira en temas históricos y legendarios. Las brujas de Trasmoz fueron personajes históricos. El antropólogo Julio Caro Baroja las recoge en su libro Las brujas y su mundo.
- Lo diabólico. Gorgona es fiel seguidora de Satanás. Como Bécquer narra en Cartas desde mi celda, las brujas de Trasmoz hicieron un pacto con Satanás.
- La naturaleza se desata en tormentas terroríficas. En la novela, no faltan tempestades ambientando los clímax narrativos.

## Tiempo y espacio
La trama se desarrolla en dos tiempos externos diferentes. El primer capítulo nos sitúa en el invierno de 1870, en los alrededores del Monasterio de Veruela. Los restantes capítulos transcurren en algún año indeterminado del siglo XXI entre Madrid, un monasterio de la comarca del Moncayo y  Zaragoza. El tiempo interno de la novela, desde el segundo capítulo, es de unos pocos días. Entre otros sitios y calles que se mencionan están:
- La casa de Emilio situada en la calle Claudio Coello de Madrid. En esa misma calle vivió también Gustavo Adolfo Bécquer.
- Monasterio de Veruela, donde Gustavo Adolfo Bécquer se retira para escribir con calma.
- El monasterio cercano al de Veruela y que acoge a Emilio. Su arquitectura es cisterciense. Alojados allí también están los monjes, Arturo y Beatriz.
- El pueblo abandonado que acoge, además de casas abandonadas, un camposanto legendario.
- El bosque, donde tanto Bécquer como Emilio pasearán notando una presencia extraña que los observa.
- El piso en la calle San Miguel de Zaragoza que pertenece al parapsicólogo Víctor Barragán.

## Personajes

### Personajes principales
- Gustavo Adolfo Bécquer – el famoso escritor romántico ejemplifica al artista que convierte sus obsesiones vitales en materia literaria.[14]
- Gorgona–  es el trasunto de las fuerzas temáticas que brindan ideas a la creación artística. Su poder es devastador y afecta al mundo interior del artista para, desde ahí, saltar a tener vida en la mente de los lectores.
- La calavera de cristal – encarna la obsesión que persigue a los artistas y que atormenta su existencia hasta que no cobra forma en una obra. Pasa de poseer una entidad meramente onírica a una realidad ontológica.
- Emilio – descendiente de Gustavo Adolfo Bécquer en el siglo XXI. Aunque su trabajo como informático y sus circunstancias no coinciden con las de su ascendiente, sus obsesiones son las mismas. Demuestra con sus hechos que todos los artistas beben de fuentes parecidas, viven preocupaciones similares y se encaminan a una vida donde conviven la mortalidad y la inmortalidad.
- Beatriz – es el contrapunto femenino de Emilio. También ella busca la calavera de cristal. Su mundo interior también está atormentado. La vida, sostenida sobre una red de enlaces necesarios y sutiles, la pone en el mismo camino que llevará a Emilio a conocer nuevas facetas de la realidad.[15]

### Personajes secundarios
- Padre Bernardo –  hospedero del monasterio, llega a conocer el poder de Gorgona y lo paga con su vida.
- Marta – becaria de Recursos Humanos en la empresa de informática de Emilio. Encarna lo que sería una relación sentimental carente del fuego que Emilio precisa.
- Padre Jacinto– hospedero del monasterio, tras la muerte del Padre Bernardo. Recibe a Emilio y supone un primer apoyo al personaje.
- Arturo – opositor a Notarías. Pasa una temporada en el monasterio donde prepara su oposición. La curiosidad es su guía.
- Padre Antonio – abad del monasterio. Encamina a Emilio hacia el misterio de la última bruja de Trasmoz. Aporta una reflexión sobre la mortalidad e inmortalidad que enmienda la plana a las últimas palabras de Gustavo Adolfo Bécquer.
- Víctor Barragán – experto parapsicólogo. Es la ambición sin escrúpulos.

## Organización
La obra está dividida en 20 capítulos formalmente. Desde un punto de vista organizativo, la obra consta de cuatro partes:
- Presentación del conflicto: capítulo 1.
- Emilio hereda y asume la obsesión temática de Bécquer: capítulos 2 – 9
- Beatriz lidera la búsqueda de la calavera de cristal: capítulos 9 – 19
- Resolución del conflicto real y literario: capítulo 20.